# Стрељаштво
Стрељаштво је спорт у коме се коришћењем различитих типова пушака и пиштоља гађа у покретне и непокретне мете. Овај спорт не треба мешати са стреличарством, спортом у којем је такође циљ погодити мету, али коришћењем оружја као што су лук и стрела и самострел. Стрељаштво је стандардни спорт у програму модерних Олимпијских игара. ИССФ (Светска спортска стрељачка федерација) данас броји преко 160 земаља чланица и спада у најраширеније спортове. Поједине дисциплине стрељаштва су саставни делови вишебојских спортова као што су биатлон и модерни петобој.
Стрељачки спортови се могу категорисати према опреми, даљинама гађања, метама, временским ограничењима и степену атлетизма који је укључен. Стрељачки спортови могу укључивати тимско и појединачно такмичење, а тимски учинак се обично процењује сумирањем резултата појединачних чланова тима. Због буке пуцања и велике (и често смртоносне) енергије удара пројектила, стрељачки спортови се обично изводе или на одређеним сталним стрелиштима или на привременим стрелиштима у областима удаљеним од насеља.

## Историја
Ово је један од најстаријих спортова, јер су се још у старом и средњем веку одржавала такмичења од гађања праћком до лука и стреле. Спортско гађање луком и стрелом (стреличарство) одржава се и данас и веома је популарно у неким земљама, нарочито у САД.
Проналаском ватреног оружја почела су се одржавати такмичења у гађању ватреним оружјем. Познато је да се једно од првих такмичења одржало у Швајцарској у XV веку са тадашњом пушком аркебузом. Било је веома популарно и у Русији.
Стрељаштво као модеран спорт развио се тек у XIX веку. Осим пушком од 1890. године почело је и гађање пиштољем. Већ на 1. Олимпијским играма у Атини 1896. стрељаштво је било на програму такмичења. Тада се гађало пиштољем слободног избора са 25 m i 50 m, револвером са 25 m и војничком пушком на 200 m и 300 m. Од тада такмичење у стрељаштву је осталу о програму Олимпијских игара и данас. Дисциплине су мењане неколико пута.
У Лиону је одржано прво међународно такмичење 1897. које је касније признато као прво светско првенство. Учествовали су такмичари из пет земаља: Италије, Холандије, Норвешке, Швајцарске и Француске.
Године 1907. основан је Међународни стрељачки савез (фр. Union Internationale de Tir) скр. UIT. (енгл. International Shooting Union) ISU, који је 1998 модификовао назив у (енгл. International Shooting Sport Federation) скр. ISSF - Међународна спортска стрељачка федерација.

## Историјски развој стрељаштва у Србији
Прво стрељачко удружење на територији данашње Србије је основано у Белој Цркви 1777. године, под називом Стрељачко друштво у Белој Цркви, под којим се именом све задржало до 1931. Ради обуке одређеног броја становника, које је Магистрат морао ставити у службу граничарском пуку у случају потребе, изграђена су од 1788—1818. године многа стрелишта. После тога грађанство је прихватило стрељаштво као разоноду и спорт. 1818. године друштво је имало 250 чланова. Стрељачка удружења у другим градовима су основана у Новом Саду 1790, Панчеву 1813, у Београду 1851, у Митровици 1871, Земуну 1872, Ваљеву и Неготину 1880, Нишу, Великом Бечкереку (Зрењанину) и Крагујевцу 1881. „Прва наука о раду с пушком“ написана је 1791. у којој је разрађена терминологија стрељаштва. У Србији је 1886. одржано „Прво земаљско гађање“. Први савез стрељачких удружења на Балкану је Савез стрељачких дружина Краљевине Србије, основан је 1887. После две године изашао је први броји Стрељачког гласника 1. јуна 1889. Стрељачки савез Краљевине Србије примљен је 1909. у Међународни стрељачки савез.
Стрелци Србије су учествовали на светском првенству 1909 у Хамбургу у гађању војничком пушком. Стрељачки савез Краљевине Срба, Хрвата и Словенаца основан је 28. септембра 1924. године у Београду. Између два рата стрелци Југославије су учествовали једино на светском првенству у Луцерну 1939. где су освојили 11. место. Прво послератно државно првенство одржано је у Крагујевцу 1946, а Стрељачки савез Југославије обновљен је 4. априла 1948. године.

## Безбедност
Правила Међународног стрељачког савеза садрже само посебне захтеве безбедности за које тражи да се примењује на међународним првенствима. Обавезна и посебна правила безбедности на стрелиштима разликују се од земље до земље. Организациони комитет је одговоран за безбедност. На стрелишту због безбедности стрелаца, особља стрелишта и гледалаца мора се опрезно руковати оружјем. Члан жирија и судије у пуцаоници могу у свако време прекинути гађање. Оружје се пуни само на стрељачком месту. Стрелци и остало особље у близини ватрене линије носе штитнике за уши. Стрелци док гађају носе несаломљиве наочаре.

## Оружје
- Серијска ваздушна пушка
- Стандардна ваздушна пушка
- Малокалибарска пушка слободног избора
- Стандардна малокалибарска пушка
- Серијска малокалибарска пушка
- Пушка слободног избора великог калибра
- Стандардна пушка великог калибра
- Војничка пушка
- Полуаутоматска пушка
- Стандардни ваздушни пиштољ
- Серијски малокалибарски пиштољ
- Малокалибарски пиштољ слободног избора
- Спортски пиштољ
- Стандардни малокалибарски пиштољ
- Пиштољ малог калибра за брзо гађање
- Пиштољ великог калибра средишњег опаљења
- Војнички пиштољ

## Муниција
Муниција за ваздушно оружје мора бити израђена од олова или сличног меког материјала са максималним пречником од 4,5 mm (.177 cal). Зрна могу бити било којег облика.
Малокалибарска муниција мора бити израђена од олова или сличног меког материјала. Малокалибарски метак ивичног опаљења 5,6 mm (.22 cal) Long rifle.
Муниција за оружје великог калибра. За војничку пушку кал. 7,9 mm и ПАП кал. 7,62 mm забрањена је употреба муниције са зрнима специјалне намене (запаљива, обележавајућа, експлозивна и комбинована). За војнички пиштољ кал. 7,62 mm избор муниције је слободан. За пиштоље - револвере централног опаљења, малокалибарско оружје, ваздушно оружје и пушке сачмарице избор муниције је слободан у оквиру прописа Међународног стрељачког савеза.

## Дисциплине у стрељаштву
Такмичења у стрељаштву организују се са следећим оружјем: ваздушне пушке, малокалибарске и великокалибарске пушке слободног избора, малокалибарске пушке серијске производње (стандард), малокалибарске пушке са оптичким нишаном, војничке пушке, пиштоља (малокалибарског серијског и аутоматског, ваздушног, слободног избора и великог калибра) и ловачке пушке у дисциплинама гађања глинених голубова скит и трап).
Мете за великокалибарску пушку су промера 1х1 м, за пиштољ 0,50х0,50 м, за малокалибарску пушку 16,4 cm, а за ваздушну пушку 8,3 cm. Различите су и даљине за гађање. За велики калибар удаљеност је 300 м, мали калибар 50 м, за ваздушну пушку 10 м, за пиштољ малокалибарски, великокалибарски и аутоматски 25 м и за малокалибарски пиштољ серијски и слободног избора на 50 м.
Поједине дисциплине стрељаштва су саставни део вишебојних спортова као што су биатлон и модерни петобој.
У следећој табели су приказане најчешће стрељачке дисциплине, са ознаком које су биле на програму олимпијских игара и од када.
| Дисциплина               | ОИ - мушки                               | ОИ - жене       |
| ------------------------ | ---------------------------------------- | --------------- |
| Пушка                    |                                          |                 |
| 300 м МК пушка           | 1900–1972 (тростав)                      | —               |
| 300 м Стандардна пушка   | —                                        | —               |
| 50 м МК пушка            | 1952— (тростав), 1912-2016 (Лежећи став) | 1984— (тростав) |
| 10 м Ваздушна пушка      | 1984—                                    | 1984—           |
| Пиштољ                   |                                          |                 |
| 50 м Пиштољ              | 1896—2016                                | —               |
| 25 м Пиштољ - брза паљба | 1896—                                    | —               |
| 25 м Стандардни пиштољ   | —                                        | —               |
| 25 м Пиштољ              | —                                        | 1984—           |
| 10 м Ваздушни пиштољ     | 1988—                                    | 1988—           |
| Сачмара                  |                                          |                 |
| Трап                     | 1900—                                    | 2000—           |
| Дупли трап               | 1996—                                    | 1996–2004       |
| Скит                     | 1968—                                    | 2000—           |
| Покретне мете            |                                          |                 |
| 50 м Покретна мета       | —                                        | —               |
| 10 м Покретна мета       | 1992–2004                                | —               |